# Trophy European Pentathlon 1984

Logo CEB (ausrichtender Verband)

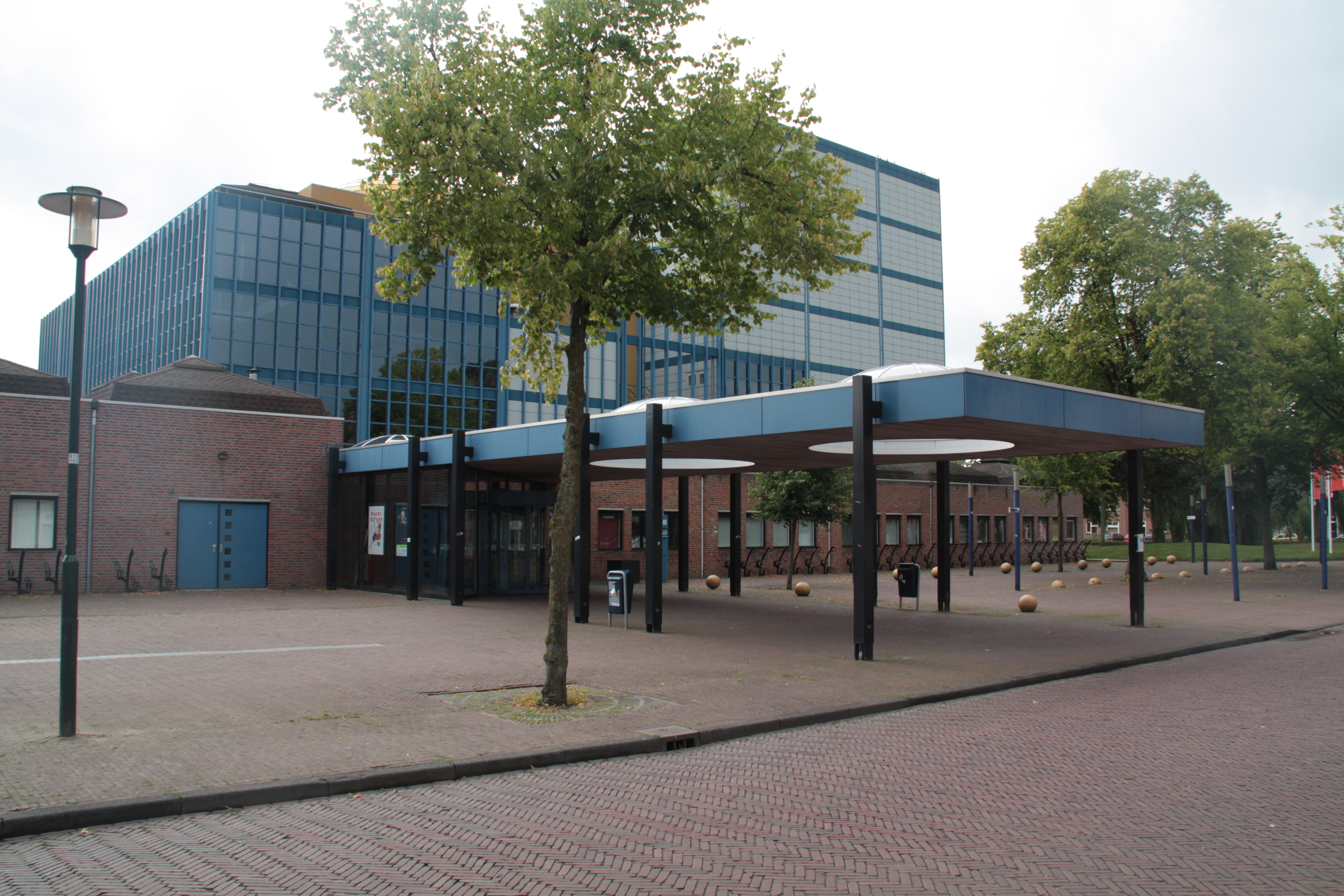
Kulturzentrum De Flint

Die Trophy European Pentathlon 1984 war die zehnte Fünfkampf-Europameisterschaft für Nationalmannschaften, meist unter dem Namen TEP bekannt. Das Turnier fand vom 7. bis zum 11. November 1984 im niederländischen Amersfoort statt.

## Geschichte
Nach vielen guten Platzierungen in den ersten neun TEP Turnieren schaffte die deutsche Mannschaft endlich den ersehnten Sieg. In einem spannenden Finale erspielte Dieter Wirtz in der Freien Partie einen 400:288-Sieg in drei Aufnahmen gegen Ad Koorevaar. Die Highlights des Finales kamen aber von  Klaus Hose und Dieter Müller. Klaus Hose schaffte in einem Kraftakt eine sensationelle Partie im Cadre 71/2. In nur einer Aufnahme schlug er den niederländischen Cadre Spezialisten Hans Vultink mit 250:7. Den Sieg machte dann der Berliner Dieter Müller klar. Nach 11 Aufnahmen führte der Niederländer Rini van Bracht deutlich mit 20:4. Dann konnte man Müller als vorbildlichen Kämpfer erleben. Nach 52 Aufnahmen war es geschafft und Müller konnte seinen vielumjubelnden Sieg feiern. Sein Generaldurchschnitt (GD) im Turnier von 1,131 bedeutete einen neuen deutschen Rekord. Eine Klasseleistung im Turnier bot auch Thomas Wildförster. Sein GD von 36,75 war auch ein neuer deutscher Rekord im Cadre 47/1.

## Turniermodus
Es wurde in zwei Gruppen mit vier Mannschaften im Round Robin System gespielt. Die beiden Ersten jeder Gruppe qualifizierten sich für das Halbfinale. Die beiden Halbfinalsieger spielten das Finale, die Verlierer spielten den dritten Platz aus. Die Dritten und Vierten der Vorrundengruppen spielten die Plätze 5–8 aus.

## Gemeldete Mannschaften
| Disziplin    | Niederlande A          | Belgien           | Deutschland        | Frankreich         |
| ------------ | ---------------------- | ----------------- | ------------------ | ------------------ |
| Freie Partie | Ad Koorevaar           | Ignace Duym       | Dieter Wirtz       | Georges Bourezg    |
| Cadre 71/2   | Hans Vultink           | Léo Corin         | Klaus Hose         | Jean-Pierre Labeye |
| Cadre 47/1   | Jan Arnouts            | Willy Wesenbeek   | Thomas Wildförster | Louis Edelin       |
| Einband      | Christ van der Smissen | Ludo Dielis       | Wolfgang Zenkner   | Egidio Vierat      |
| Dreiband     | Rini van Bracht        | Raymond Ceulemans | Dieter Müller      | Richard Bitalis    |

| Disziplin    | Österreich           | Spanien        | Dänemark           | Niederlande B     |
| ------------ | -------------------- | -------------- | ------------------ | ----------------- |
| Freie Partie | Heinrich Weingartner | Antonio Perona | Claus Bargisen     | Ronald Lemmens    |
| Cadre 71/2   | Kurt Mastny          | Javier Arenaza | Tini Wijnen        | Harrie van de Ven |
| Cadre 47/1   | Franz Stenzel        | Carles Tuset   | Karsten Lieberkind | Willy Steures     |
| Einband      | Christoph Pilss      | Miguel Esteve  | Peter Thøgersen    | Jos Bongers       |
| Dreiband     | Johann Scherz        | Avelino Rico   | John Korte         | Eddy van de Looy  |

## Gruppenrunde

### Gruppe A

#### Spiele
| Disziplin               | Name                    | MP  | Pkt. | Aufn. | GD    | BED   | HS  |
| ----------------------- | ----------------------- | --- | ---- | ----- | ----- | ----- | --- |
| Österreich – Frankreich | Österreich – Frankreich | 6:4 |      |       |       |       |     |
| Freie Partie            | Heinrich Weingartner    | 0:2 | 180  | 13    | 13,94 | -     | 89  |
| Freie Partie            | Georges Bourezg         | 2:0 | 400  | 13    | 30,76 | 30,76 | 167 |
| Cadre 71/2              | Kurt Mastny             | 0:2 | 174  | 21    | 8,28  | -     | 64  |
| Cadre 71/2              | Jean-Pierre Labeye      | 2:0 | 250  | 21    | 11,90 | 11,90 | 70  |
| Cadre 47/1              | Franz Stenzel           | 2:0 | 250  | 12    | 20,83 | 20,83 | 50  |
| Cadre 47/1              | Louis Edelin            | 0:2 | 216  | 12    | 18,00 | -     | 50  |
| Einband                 | Christoph Pilss         | 2:0 | 150  | 35    | 4,28  | 4,28  | 25  |
| Einband                 | Egidio Vierat           | 0:2 | 140  | 35    | 4,00  | -     | 24  |
| Dreiband                | Johann Scherz           | 2:0 | 50   | 32    | 1,562 | 1,562 | 12  |
| Dreiband                | Richard Bitalis         | 0:2 | 30   | 32    | 0,937 | -     | 5   |

| Disziplin                | Name                     | MP   | Pkt. | Aufn. | GD    | BED   | HS  |
| ------------------------ | ------------------------ | ---- | ---- | ----- | ----- | ----- | --- |
| Niederlande A – Dänemark | Niederlande A – Dänemark | 10:0 |      |       |       |       |     |
| Freie Partie             | Ad Koorevaar             | 2:0  | 400  | 9     | 44,44 | 44,44 | 371 |
| Freie Partie             | Claus Bargisen           | 0:2  | 41   | 9     | 4,55  | -     | 16  |
| Cadre 71/2               | Hans Vultink             | 2:0  | 250  | 8     | 31,25 | 31,25 | 145 |
| Cadre 71/2               | Tini Wijnen              | 0:2  | 149  | 8     | 18,62 | -     | 42  |
| Cadre 47/1               | Jan Arnouts              | 2:0  | 250  | 11    | 22,72 | 22,72 | 68  |
| Cadre 47/1               | Karsten Lieberkind       | 0:2  | 114  | 11    | 10,36 | -     | 30  |
| Einband                  | Christ van der Smissen   | 2:0  | 150  | 9     | 16,66 | 16,66 | 65  |
| Einband                  | Peter Thögersen          | 0:2  | 68   | 9     | 7,55  | -     | 29  |
| Dreiband                 | Rini van Bracht          | 2:0  | 50   | 44    | 1,136 | 1,136 | 6   |
| Dreiband                 | John Korte               | 0:2  | 43   | 44    | 0,977 | -     | 6   |

| Disziplin             | Name                  | MP   | Pkt. | Aufn. | GD    | BED   | HS  |
| --------------------- | --------------------- | ---- | ---- | ----- | ----- | ----- | --- |
| Frankreich – Dänemark | Frankreich – Dänemark | 10:0 |      |       |       |       |     |
| Freie Partie          | Georges Bourezg       | 2:0  | 400  | 6     | 66,66 | 66,66 | 200 |
| Freie Partie          | Claus Bargisen        | 0:2  | 57   | 6     | 9,50  | -     | 16  |
| Cadre 71/2            | Jean-Pierre Labeye    | 2:0  | 250  | 10    | 25,00 | 25,00 | 58  |
| Cadre 71/2            | Tini Wijnen           | 0:2  | 180  | 10    | 18,00 | -     | 49  |
| Cadre 47/1            | Louis Edelin          | 2:0  | 250  | 12    | 20,33 | 20,33 | 63  |
| Cadre 47/1            | Karsten Lieberkind    | 0:2  | 90   | 12    | 8,25  | -     | 18  |
| Einband               | Egidio Vierat         | 2:0  | 150  | 33    | 4,54  | 4,54  | 33  |
| Einband               | Peter Thögersen       | 0:2  | 126  | 33    | 3,81  | -     | 14  |
| Dreiband              | Richard Bitalis       | 2:0  | 50   | 44    | 1,136 | 1,136 | 6   |
| Dreiband              | John Korte            | 0:2  | 45   | 44    | 1,022 | -     | 5   |

| Disziplin                  | Name                       | MP  | Pkt. | Aufn. | GD     | BED    | HS  |
| -------------------------- | -------------------------- | --- | ---- | ----- | ------ | ------ | --- |
| Niederlande A – Österreich | Niederlande A – Österreich | 6:4 |      |       |        |        |     |
| Freie Partie               | Ad Koorevaar               | 2:0 | 400  | 5     | 80,00  | 80,00  | 234 |
| Freie Partie               | Heinrich Weingartner       | 0:2 | 233  | 5     | 46,60  | -      | 207 |
| Cadre 71/2                 | Hans Vultink               | 2:0 | 250  | 8     | 31,25  | 31,25  | 155 |
| Cadre 71/2                 | Kurt Mastny                | 0:2 | 24   | 8     | 3,00   | -      | 12  |
| Cadre 47/1                 | Jan Arnouts                | 0:2 | 68   | 2     | 34,00  | -      | 38  |
| Cadre 47/1                 | Franz Stenzel              | 2:0 | 250  | 2     | 125,00 | 125,00 | 142 |
| Einband                    | Christ van der Smissen     | 2:0 | 150  | 10    | 15,00  | 15,00  | 50  |
| Einband                    | Christoph Pilss            | 0:2 | 44   | 10    | 4,40   | -      | 17  |
| Dreiband                   | Rini van Bracht            | 0:2 | 38   | 42    | 0,904  | -      | 4   |
| Dreiband                   | Johann Scherz              | 2:0 | 50   | 42    | 1,190  | 1,190  | 7   |

| Disziplin             | Name                  | MP   | Pkt. | Aufn. | GD    | BED   | HS  |
| --------------------- | --------------------- | ---- | ---- | ----- | ----- | ----- | --- |
| Österreich – Dänemark | Österreich – Dänemark | 10:0 |      |       |       |       |     |
| Freie Partie          | Heinrich Weingartner  | 2:0  | 400  | 7     | 57,14 | 57,14 | 373 |
| Freie Partie          | Claus Bargisen        | 0:2  | 63   | 7     | 9,00  | -     | 27  |
| Cadre 71/2            | Kurt Mastny           | 2:0  | 250  | 9     | 27,77 | 27,77 | 131 |
| Cadre 71/2            | Tini Wijnen           | 0:2  | 96   | 9     | 10,66 | -     | 27  |
| Cadre 47/1            | Franz Stenzel         | 2:0  | 250  | 15    | 16,66 | 16,66 | 53  |
| Cadre 47/1            | Karsten Lieberkind    | 0:2  | 100  | 15    | 6,66  | -     | 15  |
| Einband               | Christoph Pilss       | 2:0  | 150  | 21    | 7,14  | 7,14  | 26  |
| Einband               | Peter Thögersen       | 0:2  | 100  | 21    | 4,76  | -     | 16  |
| Dreiband              | Johann Scherz         | 2:0  | 50   | 46    | 1,086 | 1,086 | 5   |
| Dreiband              | John Korte            | 0:2  | 40   | 46    | 0,869 | -     | 6   |

| Disziplin                  | Name                       | MP  | Pkt. | Aufn. | GD     | BED    | HS  |
| -------------------------- | -------------------------- | --- | ---- | ----- | ------ | ------ | --- |
| Niederlande A – Frankreich | Niederlande A – Frankreich | 6:4 |      |       |        |        |     |
| Freie Partie               | Ad Koorevaar               | 2:0 | 400  | 3     | 133,33 | 133,33 | 237 |
| Freie Partie               | Georges Bourezg            | 0:2 | 147  | 3     | 49,00  | -      | 108 |
| Cadre 71/2                 | Hans Vultink               | 2:0 | 250  | 5     | 50,00  | 50,00  | 88  |
| Cadre 71/2                 | Jean-Pierre Labeye         | 0:2 | 88   | 5     | 17,60  | -      | 37  |
| Cadre 47/1                 | Jan Arnouts                | 2:0 | 250  | 14    | 17,85  | 17,85  | 117 |
| Cadre 47/1                 | Louis Edelin               | 0:2 | 117  | 14    | 12,64  | -      | 42  |
| Einband                    | Christ van der Smissen     | 0:2 | 134  | 17    | 7,88   | -      | 34  |
| Einband                    | Egidio Vierat              | 2:0 | 150  | 17    | 8,82   | -      | 37  |
| Dreiband                   | Rini van Bracht            | 0:2 | 43   | 39    | 1,102  | -      | 6   |
| Dreiband                   | Richard Bitalis            | 2:0 | 50   | 39    | 1,282  | 1,282  | 5   |

#### Abschlusstabelle Gruppe A
| Platz | Land          | Spiele | G-U-V | MP  | PP    | VMGD   |
| ----- | ------------- | ------ | ----- | --- | ----- | ------ |
| 1     | Niederlande A | 3      | 3-0-0 | 6:0 | 22:80 | 128,98 |
| 2     | Österreich    | 3      | 2-0-1 | 4:2 | 20:10 | 90,12  |
| 3     | Frankreich    | 3      | 1-0-2 | 2:4 | 18:12 | 78,18  |
| 4     | Dänemark      | 3      | 0-0-3 | 0:6 | 0:30  | 45,38  |

 Finalrunde
 Platzierungsspiele

### Gruppe B

#### Spiele
| Disziplin             | Name                  | MP   | Pkt. | Aufn. | GD    | BED   | HS  |
| --------------------- | --------------------- | ---- | ---- | ----- | ----- | ----- | --- |
| Deutschland – Spanien | Deutschland – Spanien | 10:0 |      |       |       |       |     |
| Freie Partie          | Dieter Wirtz          | 2:0  | 400  | 9     | 44,44 | 44,44 | 244 |
| Freie Partie          | Antonio Perona        | 0:2  | 72   | 9     | 8,00  | -     | 54  |
| Cadre 71/2            | Klaus Hose            | 2:0  | 250  | 9     | 27,77 | 27,77 | 217 |
| Cadre 71/2            | Javier Arenaza        | 0:2  | 182  | 9     | 20,22 | -     | 94  |
| Cadre 47/1            | Thomas Wildförster    | 2:0  | 250  | 4     | 62,50 | 62,50 | 222 |
| Cadre 47/1            | Carlos Tuset          | 0:2  | 100  | 4     | 25,00 | -     | 57  |
| Einband               | Wolfgang Zenkner      | 2:0  | 150  | 46    | 3,26  | 3,26  | 48  |
| Einband               | Miguel Esteve         | 0:2  | 146  | 46    | 3,17  | -     | 36  |
| Dreiband              | Dieter Müller         | 2:0  | 50   | 44    | 1,136 | 1,136 | 5   |
| Dreiband              | Avelino Rico          | 0:2  | 28   | 44    | 0,636 | -     | 4   |

| Disziplin               | Name                    | MP  | Pkt. | Aufn. | GD    | BED   | HS  |
| ----------------------- | ----------------------- | --- | ---- | ----- | ----- | ----- | --- |
| Niederlande B – Belgien | Niederlande B – Belgien | 6:4 |      |       |       |       |     |
| Freie Partie            | Ronald Lemmens          | 0:2 | 163  | 6     | 27,16 | -     | 101 |
| Freie Partie            | Ignace Duym             | 2:0 | 400  | 6     | 66,66 | 66,66 | 244 |
| Cadre 71/2              | Harrie van de Ven       | 2:0 | 250  | 5     | 50,00 | 50,00 | 175 |
| Cadre 71/2              | Léo Corin               | 0:2 | 209  | 5     | 41,80 | -     | 140 |
| Cadre 47/1              | Willy Steures           | 2:0 | 250  | 10    | 25,00 | 25,00 | 169 |
| Cadre 47/1              | Willy Wesenbeek         | 0:2 | 181  | 10    | 18,10 | -     | 44  |
| Einband                 | Jos Bongers             | 0:2 | 46   | 21    | 2,19  | -     | 9   |
| Einband                 | Ludo Dielis             | 2:0 | 150  | 21    | 7,14  | 7,14  | 55  |
| Dreiband                | Eddy van de Looy        | 2:0 | 50   | 59    | 0,847 | 0,847 | 6   |
| Dreiband                | Raymond Ceulemans       | 0:2 | 44   | 59    | 0,745 | -     | 6   |

| Disziplin         | Name              | MP  | Pkt. | Aufn. | GD     | BED    | HS  |
| ----------------- | ----------------- | --- | ---- | ----- | ------ | ------ | --- |
| Belgien – Spanien | Belgien – Spanien | 6:4 |      |       |        |        |     |
| Freie Partie      | Ignace Duym       | 2:0 | 400  | 2     | 200,00 | 200,00 | 400 |
| Freie Partie      | Antonio Perona    | 0:2 | 0    | 2     | 0,00   | -      | 0   |
| Cadre 71/2        | Léo Corin         | 0:2 | 157  | 5     | 31,40  | -      | 146 |
| Cadre 71/2        | Javier Arenaza    | 2:0 | 250  | 5     | 50,00  | 50,00  | 182 |
| Cadre 47/1        | Willy Wesenbeek   | 0:2 | 113  | 18    | 6,27   | -      | 50  |
| Cadre 47/1        | Carlos Tuset      | 2:0 | 250  | 18    | 13,88  | 13,88  | 70  |
| Einband           | Ludo Dielis       | 2:0 | 150  | 10    | 15,00  | 15,00  | 39  |
| Einband           | Miguel Esteve     | 0:2 | 43   | 10    | 4,30   | -      | 13  |
| Dreiband          | Raymond Ceulemans | 2:0 | 50   | 28    | 1,785  | 1,785  | 9   |
| Dreiband          | Avelino Rico      | 0:2 | 24   | 28    | 0,857  | -      | 5   |

| Disziplin                   | Name                        | MP  | Pkt. | Aufn. | GD     | BED    | HS  |
| --------------------------- | --------------------------- | --- | ---- | ----- | ------ | ------ | --- |
| Deutschland – Niederlande B | Deutschland – Niederlande B | 6:4 |      |       |        |        |     |
| Freie Partie                | Dieter Wirtz                | 0:2 | 0    | 1     | 0,00   | -      | 0   |
| Freie Partie                | Ronald Lemmens              | 2:0 | 400  | 1     | 400,00 | 400,00 | 400 |
| Cadre 71/2                  | Klaus Hose                  | 2:0 | 250  | 3     | 83,33  | 83,33  | 207 |
| Cadre 71/2                  | Harrie van de Ven           | 0:2 | 98   | 3     | 32,66  | -      | 55  |
| Cadre 47/1                  | Thomas Wildförster          | 2:0 | 250  | 4     | 62,50  | 62,50  | 92  |
| Cadre 47/1                  | Willy Steures               | 0:2 | 207  | 4     | 51,75  | -      | 128 |
| Einband                     | Wolfgang Zenkner            | 0:2 | 79   | 9     | 8,77   | -      | 20  |
| Einband                     | Jos Bongers                 | 2:0 | 150  | 9     | 16,66  | 16,66  | 67  |
| Dreiband                    | Dieter Müller               | 2:0 | 50   | 41    | 1,219  | 1,219  | 5   |
| Dreiband                    | Eddy van de Looy            | 0:2 | 42   | 44    | 1,024  | -      | 7   |

| Disziplin               | Name                    | MP   | Pkt. | Aufn. | GD    | BED   | HS  |
| ----------------------- | ----------------------- | ---- | ---- | ----- | ----- | ----- | --- |
| Niederlande B – Spanien | Niederlande B – Spanien | 10:0 |      |       |       |       |     |
| Freie Partie            | Ronald Lemmens          | 2:0  | 400  | 12    | 33,33 | 33,33 | 253 |
| Freie Partie            | Antonio Perona          | 0:2  | 195  | 12    | 16,25 | -     | 137 |
| Cadre 71/2              | Harrie van de Ven       | 2:0  | 250  | 11    | 22,72 | 22,72 | 77  |
| Cadre 71/2              | Javier Arenaza          | 0:2  | 242  | 11    | 22,00 | -     | 66  |
| Cadre 47/1              | Willy Steures           | 2:0  | 250  | 10    | 25,00 | 25,00 | 89  |
| Cadre 47/1              | Carlos Tuset            | 0:2  | 224  | 10    | 22,40 | -     | 118 |
| Einband                 | Jos Bongers             | 2:0  | 150  | 11    | 13,63 | 13,63 | 64  |
| Einband                 | Miguel Esteve           | 0:2  | 49   | 11    | 4,45  | -     | 16  |
| Dreiband                | Eddy van de Looy        | 2:0  | 50   | 57    | 0,877 | 0,877 | 7   |
| Dreiband                | Avelino Rico            | 0:2  | 46   | 57    | 0,807 | -     | 4   |

| Disziplin             | Name                  | MP  | Pkt. | Aufn. | GD     | BED    | HS  |
| --------------------- | --------------------- | --- | ---- | ----- | ------ | ------ | --- |
| Belgien – Deutschland | Belgien – Deutschland | 6:4 |      |       |        |        |     |
| Freie Partie          | Ignace Duym           | 0:2 | 267  | 4     | 66,75  | -      | 243 |
| Freie Partie          | Dieter Wirtz          | 2:0 | 400  | 4     | 100,00 | 100,00 | 325 |
| Cadre 71/2            | Léo Corin             | 0:2 | 199  | 6     | 33,16  | -      | 45  |
| Cadre 71/2            | Klaus Hose            | 2:0 | 250  | 6     | 41,66  | 41,66  | 163 |
| Cadre 47/1            | Willy Wesenbeek       | 2:0 | 250  | 10    | 25,00  | 25,00  | 128 |
| Cadre 47/1            | Thomas Wildförster    | 0:2 | 216  | 10    | 21,60  | 21,60  | 77  |
| Einband               | Ludo Dielis           | 2:0 | 150  | 7     | 21,42  | 21,42  | 42  |
| Einband               | Wolfgang Zenkner      | 0:2 | 23   | 7     | 3,28   | -      | 13  |
| Dreiband              | Raymond Ceulemans     | 2:0 | 50   | 27    | 1,851  | 1,851  | 8   |
| Dreiband              | Dieter Müller         | 0:2 | 33   | 27    | 1,222  | -      | 7   |

#### Abschlusstabelle Gruppe B
| Platz | Land          | Spiele | G-U-V | MP  | PP    | VMGD   |
| ----- | ------------- | ------ | ----- | --- | ----- | ------ |
| 1     | Deutschland   | 3      | 2-0-1 | 4:2 | 20:10 | 125,83 |
| 2     | Niederlande B | 3      | 2-0-1 | 4:2 | 20:10 | 98,05  |
| 3     | Belgien       | 3      | 2-0-1 | 4:2 | 16:14 | 140,17 |
| 4     | Spanien       | 3      | 0-0-3 | 0:6 | 4:26  | 56,03  |

 Finalrunde
 Platzierungsspiele

## Platzierungsspiele
| Disziplin          | Name               | MP  | Pkt. | Aufn. | GD    | BED   | HS  |
| ------------------ | ------------------ | --- | ---- | ----- | ----- | ----- | --- |
| Spanien – Dänemark | Spanien – Dänemark | 8:2 |      |       |       |       |     |
| Freie Partie       | Perona             | 2:0 | 400  | 13    | 30,76 | 30,76 | 136 |
| Freie Partie       | Claus Bargisen     | 0:2 | 143  | 13    | 11,00 | -     | 41  |
| Cadre 71/2         | Javier Arenaza     | 2:0 | 250  | 7     | 35,71 | 35,71 | 78  |
| Cadre 71/2         | Tini Wijnen        | 0:2 | 112  | 7     | 16,00 | -     | 58  |
| Cadre 47/1         | Carlos Tuset       | 2:0 | 250  | 8     | 21,25 | 31,25 | 114 |
| Cadre 47/1         | Karsten Lieberkind | 0:2 | 67   | 8     | 8,37  | -     | 21  |
| Einband            | Miguel Esteve      | 0:2 | 111  | 36    | 3,08  | -     | 17  |
| Einband            | Peter Thögersen    | 2:0 | 150  | 36    | 4,16  | 4,16  | 25  |
| Dreiband           | Avelino Rico       | 2:0 | 50   | 46    | 1,086 | 1,086 | 7   |
| Dreiband           | John Korte         | 0:2 | 31   | 46    | 0,673 | -     | 6   |

| Disziplin            | Name                 | MP  | Pkt. | Aufn. | GD     | BED    | HS  |
| -------------------- | -------------------- | --- | ---- | ----- | ------ | ------ | --- |
| Belgien – Frankreich | Belgien – Frankreich | 8:2 |      |       |        |        |     |
| Freie Partie         | Ignace Duym          | 0:2 | 140  | 4     | 35,00  | -      | 121 |
| Freie Partie         | Georges Bourezg      | 2:0 | 400  | 4     | 100,00 | 100,00 | 212 |
| Cadre 71/2           | Léo Corin            | 2:0 | 250  | 6     | 41,66  | 41,66  | 140 |
| Cadre 71/2           | Jean-Pierre Labeye   | 0:2 | 70   | 6     | 11,66  | -      | 29  |
| Cadre 47/1           | Willy Wesenbeek      | 2:0 | 250  | 19    | 13,15  | 13,15  | 45  |
| Cadre 47/1           | Louis Edelin         | 0:2 | 243  | 19    | 12,78  | -      | 38  |
| Einband              | Ludo Dielis          | 2:0 | 150  | 10    | 15,00  | 15,00  | 72  |
| Einband              | Egidio Vierat        | 0:2 | 75   | 10    | 7,50   | -      | 23  |
| Dreiband             | Raymond Ceulemans    | 2:0 | 50   | 48    | 1,041  | 1,041  | 5   |
| Dreiband             | Richard Bitalis      | 0:2 | 37   | 48    | 0,770  | -      | 3   |

## Finalrunden

### Halbfinale
| Disziplin                     | Name                          | MP   | Pkt. | Aufn. | GD     | BED    | HS  |
| ----------------------------- | ----------------------------- | ---- | ---- | ----- | ------ | ------ | --- |
| Niederlande A – Niederlande B | Niederlande A – Niederlande B | 10:0 |      |       |        |        |     |
| Freie Partie                  | Ad Koorevaar                  | 2:0  | 400  | 2     | 200,00 | 200,00 | 400 |
| Freie Partie                  | Ronald Lemmens                | 0:2  | 2    | 2     | 1,00   | -      | 2   |
| Cadre 71/2                    | Hans Vultink                  | 2:0  | 250  | 4     | 62,50  | 62,50  | 192 |
| Cadre 71/2                    | Harrie van de Ven             | 0:2  | 127  | 4     | 31,75  | -      | 97  |
| Cadre 47/1                    | Jan Arnouts                   | 2:0  | 250  | 9     | 27,77  | 27,77  | 65  |
| Cadre 47/1                    | Willy Steures                 | 0:2  | 216  | 9     | 24,00  | -      | 121 |
| Einband                       | Christ van der Smissen        | 2:0  | 150  | 12    | 12,50  | 12,50  | 40  |
| Einband                       | Jos Bongers                   | 0:2  | 69   | 12    | 5,75   | -      | 22  |
| Dreiband                      | Rini van Bracht               | 2:0  | 50   | 48    | 1,041  | 1,041  | 4   |
| Dreiband                      | Eddy van de Looy              | 0:2  | 46   | 48    | 0,958  | -      | 6   |

| Disziplin                | Name                     | MP  | Pkt. | Aufn. | GD    | BED   | HS  |
| ------------------------ | ------------------------ | --- | ---- | ----- | ----- | ----- | --- |
| Deutschland – Österreich | Deutschland – Österreich | 6:4 |      |       |       |       |     |
| Freie Partie             | Dieter Wirtz             | 0:2 | 381  | 5     | 76,20 | -     | 240 |
| Freie Partie             | Heinrich Weingartner     | 2:0 | 400  | 5     | 80,00 | 80,00 | 270 |
| Cadre 71/2               | Klaus Hose               | 2:0 | 250  | 3     | 83,33 | 83,33 | 155 |
| Cadre 71/2               | Kurt Mastny              | 0:2 | 79   | 3     | 26,33 | -     | 35  |
| Cadre 47/1               | Thomas Wildförster       | 0:2 | 156  | 6     | 26,00 | -     | 122 |
| Cadre 47/1               | Franz Stenzel            | 2:0 | 250  | 6     | 41,66 | 41,66 | 84  |
| Einband                  | Wolfgang Zenkner         | 2:0 | 150  | 28    | 5,35  | 5,35  | 56  |
| Einband                  | Christoph Pilss          | 0:2 | 138  | 28    | 4,92  | -     | 25  |
| Dreiband                 | Dieter Müller            | 2:0 | 50   | 42    | 1,190 | 1,190 | 6   |
| Dreiband                 | Johann Scherz            | 0:2 | 32   | 42    | 0,761 | -     | 6   |

### Spiel um Platz 3
| Disziplin                  | Name                       | MP  | Pkt. | Aufn. | GD     | BED    | HS  |
| -------------------------- | -------------------------- | --- | ---- | ----- | ------ | ------ | --- |
| Österreich – Niederlande B | Österreich – Niederlande B | 6:4 |      |       |        |        |     |
| Freie Partie               | Heinrich Weingartner       | 0:2 | 96   | 2     | 48,00  | -      | 95  |
| Freie Partie               | Ronald Lemmens             | 2:0 | 400  | 2     | 200,00 | 200,00 | 397 |
| Cadre 71/2                 | Kurt Mastny                | 2:0 | 250  | 11    | 22,72  | 22,72  | 153 |
| Cadre 71/2                 | Harrie van de Ven          | 0:2 | 214  | 11    | 19,45  | -      | 86  |
| Cadre 47/1                 | Franz Stenzel              | 2:0 | 250  | 9     | 27,77  | 27,77  | 114 |
| Cadre 47/1                 | Willy Steures              | 0:2 | 185  | 9     | 13,11  | -      | 89  |
| Einband                    | Christoph Pilss            | 2:0 | 150  | 27    | 5,55   | 5,55   | 26  |
| Einband                    | Jos Bongers                | 0:2 | 114  | 27    | 4,22   | -      | 18  |
| Dreiband                   | Johann Scherz              | 0:2 | 48   | 53    | 0,905  | -      | 8   |
| Dreiband                   | Eddy van de Looy           | 2:0 | 50   | 53    | 0,943  | 0,943  | 5   |

### Finale
| Disziplin                   | Name                        | MP  | Pkt. | Aufn. | GD     | BED    | HS  |
| --------------------------- | --------------------------- | --- | ---- | ----- | ------ | ------ | --- |
| Deutschland – Niederlande A | Deutschland – Niederlande A | 6:4 |      |       |        |        |     |
| Freie Partie                | Dieter Wirtz                | 2:2 | 400  | 3     | 133,33 | 133,33 | 243 |
| Freie Partie                | Ad Koorevaar                | 0:2 | 288  | 3     | 96,00  | -      | 285 |
| Cadre 71/2                  | Klaus Hose                  | 2:0 | 250  | 1     | 250,00 | 250,00 | 250 |
| Cadre 71/2                  | Hans Vultink                | 0:2 | 7    | 1     | 7,00   | -      | 7   |
| Cadre 47/1                  | Thomas Wildförster          | 0:2 | 194  | 5     | 38,80  | -      | 99  |
| Cadre 47/1                  | Jan Arnouts                 | 2:0 | 250  | 5     | 50,00  | 50,00  | 122 |
| Einband                     | Wolfgang Zenkner            | 0:2 | 114  | 13    | 8,76   | -      | 29  |
| Einband                     | Christ van der Smissen      | 2:0 | 150  | 13    | 11,53  | 11,53  | 33  |
| Dreiband                    | Dieter Müller               | 2:0 | 50   | 52    | 0,961  | 0,961  | 5   |
| Dreiband                    | Rini van Bracht             | 0:2 | 39   | 52    | 0,750  | -      | 7   |

## Abschlusstabelle
Die Wertung für die Endtabelle:
1. MP = Matchpunkte
2. PP = Partiepunkte
3. VMGD = Verhältnismäßiger Mannschafts Generaldurchschnitt

| Platz | Land          | Spiele | G-U-V | MP  | PP    | VMGD   |
| ----- | ------------- | ------ | ----- | --- | ----- | ------ |
| 1     | Deutschland   | 5      | 4-0-1 | 8:2 | 32:18 | 133,37 |
| 2     | Niederlande A | 5      | 4-0-1 | 8:2 | 36:14 | 133,31 |
| 3     | Österreich    | 5      | 4-0-1 | 8:2 | 32:18 | 82,97  |
| 4     | Niederlande B | 5      | 3-0-2 | 6:4 | 28:22 | 86,34  |
| 5     | Belgien       | 4      | 3-0-1 | 6:2 | 24:16 | 136,87 |
| 6     | Frankreich    | 4      | 1-0-3 | 2:6 | 20:20 | 71,09  |
| 7     | Spanien       | 4      | 1-0-3 | 2:6 | 12:28 | 63,37  |
| 8     | Dänemark      | 4      | 0-0-4 | 0:8 | 2:38  | 40,64  |

## Einzel-Ranglisten
| Platz | Name                 | MP  | Pkte | Aufn. | GD    | BED    | HS  |
| ----- | -------------------- | --- | ---- | ----- | ----- | ------ | --- |
| 1     | Ad Koorevaar         | 8:2 | 1888 | 22    | 85,81 | 200,00 | 400 |
| 2     | Georges Bourezg      | 6:2 | 1347 | 26    | 51,80 | 100,00 | 212 |
| 3     | Dieter Wirtz         | 6:4 | 1581 | 22    | 71,86 | 133,33 | 325 |
| 4     | Ronald Lemmens       | 6:4 | 1365 | 23    | 59,34 | 400,00 | 400 |
| 5     | Ignace Duym          | 4:4 | 1207 | 16    | 75,43 | 200,00 | 400 |
| 6     | Heinrich Weingartner | 4:6 | 1309 | 32    | 40,90 | 80,00  | 373 |
| 7     | Antonio Perona       | 2:6 | 667  | 36    | 18,52 | 30,76  | 137 |
| 8     | Claus Bargisen       | 0:8 | 304  | 35    | 8,68  | –      | 51  |

| Platz | Name               | MP   | Pkte | Aufn. | GD    | BED    | HS  |
| ----- | ------------------ | ---- | ---- | ----- | ----- | ------ | --- |
| 1     | Klaus Hose         | 10:0 | 1250 | 22    | 56,81 | 250,00 | 345 |
| 2     | Hans Vultink       | 8:2  | 1007 | 26    | 38,73 | 62,50  | 192 |
| 3     | Javier Arenaza     | 4:4  | 924  | 32    | 28,87 | 50,00  | 182 |
| 4     | Jean-Pierre Labeye | 4:4  | 658  | 42    | 15,66 | 25,00  | 70  |
| 5     | Harrie van de Ven  | 4:6  | 939  | 34    | 27,61 | 50,00  | 175 |
| 6     | Kurt Mastny        | 4:6  | 777  | 52    | 14,94 | 27,77  | 153 |
| 7     | Léo Corin          | 2:6  | 815  | 22    | 37,04 | 41,66  | 146 |
| 8     | Tini Wijnen        | 0:8  | 546  | 34    | 16,05 | –      | 58  |

| Platz | Name               | MP   | Pkte | Aufn. | GD    | BED    | HS  |
| ----- | ------------------ | ---- | ---- | ----- | ----- | ------ | --- |
| 1     | Franz Stenzel      | 10:0 | 1250 | 44    | 28,40 | 125,00 | 142 |
| 2     | Jan Arnouts        | 8:2  | 1068 | 41    | 26,04 | 50,00  | 122 |
| 3     | Carlos Tuset       | 4:4  | 824  | 40    | 20,60 | 31,25  | 118 |
| 4     | Willy Wesenbeek    | 4:4  | 794  | 57    | 13,92 | 25,00  | 128 |
| 5     | Thomas Wildförster | 4:6  | 1066 | 29    | 36,75 | 62,50  | 222 |
| 6     | Willy Steures      | 4:6  | 1041 | 42    | 24,78 | 25,00  | 169 |
| 7     | Louis Edelin       | 2:6  | 886  | 57    | 15,54 | 20,33  | 63  |
| 8     | Karsten Lieberkind | 0:8  | 380  | 46    | 8,23  | –      | 30  |

| Platz | Name                   | MP  | Pkte | Aufn. | GD    | BED   | HS |
| ----- | ---------------------- | --- | ---- | ----- | ----- | ----- | -- |
| 1     | Ludo Dielis            | 8:0 | 600  | 48    | 12,50 | 21,42 | 72 |
| 2     | Christ van der Smissen | 8:2 | 734  | 61    | 12,03 | 16,66 | 65 |
| 3     | Christoph Pilss        | 6:4 | 632  | 121   | 5,21  | 7,14  | 28 |
| 4     | Egidio Vierat          | 4:4 | 515  | 95    | 5,42  | 8,82  | 37 |
| 5     | Jos Bongers            | 4:6 | 529  | 80    | 6,61  | 16,66 | 67 |
| 6     | Wolfgang Zenkner       | 4:6 | 516  | 83    | 6,21  | 5,76  | 56 |
| 7     | Peter Thögersen        | 2:6 | 444  | 99    | 4,48  | 4,16  | 29 |
| 8     | Miguel Esteve          | 0:8 | 349  | 83    | 4,20  | –     | 36 |

| Platz | Name              | MP  | Pkte | Aufn. | GD    | BED   | HS |
| ----- | ----------------- | --- | ---- | ----- | ----- | ----- | -- |
| 1     | Dieter Müller     | 8:2 | 233  | 206   | 1,131 | 1,219 | 7  |
| 2     | Raymond Ceulemans | 6:2 | 194  | 162   | 1,197 | 1,851 | 9  |
| 3     | Johann Scherz     | 6:4 | 230  | 215   | 1,069 | 1,562 | 12 |
| 4     | Eddy van de Looy  | 6:4 | 238  | 258   | 0,922 | 0,943 | 7  |
| 5     | Richard Bitalis   | 4:4 | 167  | 163   | 1,024 | 1,282 | 6  |
| 6     | Rini van Bracht   | 4:6 | 220  | 225   | 0,977 | 1,136 | 7  |
| 7     | Avelino Rico      | 2:6 | 148  | 175   | 0,845 | 1,086 | 7  |
| 8     | John Korte        | 0:8 | 159  | 180   | 0,883 | –     | 6  |